# Gwendoline Christie
Gwendoline Tracey Philippa Christie (Worthing, 1978) is een Brits model en actrice.
Ze is het best bekend als de krijgsvrouw Brienne van Tarth uit de fantasytelevisieserie Game of Thrones van HBO.
Ze speelde mee in films van Terry Gilliam zoals The Imaginarium of Doctor Parnassus en The Zero Theorem. Ze verscheen als Commandant Lyme in The Hunger Games: Mockingjay - Part 2 en had een rol in Star Wars: Episode VII.

## Biografie
Christie werd in 1978 geboren in Worthing in West Sussex. Ze was een semiprofessioneel gymnaste als kind, maar na een blessure aan haar ruggenwervel werd ze gedwongen te stoppen. Ze studeerde in 2005 af van het Drama Centre in Londen en begon een acteercarrière.

## Carrière
Ze acteerde in het theater in Cymbeline, een stuk van William Shakespeare. Ze kreeg ondersteunende rollen in films van Terry Gilliam zoals The Imaginarium of Doctor Parnassus en The Zero Theorem, de BBC-televisieproductie The Seven Ages of Britain en de televisieserie Wizards vs Aliens uit 2012.
Christies lengte (191 cm) trok de aandacht van fotografe Polly Borland, die haar gebruikte als model voor verschillende fotoreeksen tussen 2002 en 2008. Volgens Christie hielpen de foto's – waarop ze meestal naakt stond – haar om haar lichaam te aanvaarden.
Later verklaarde ze dat geschokt was dat ze ooit had ingestemd met deze foto's.
In juli 2011 werd Christie gecast als de krijgsvrouw Brienne van Tarth in de Amerikaanse fantasytelevisieserie Game of Thrones van televisiezender HBO. De serie is gebaseerd op de boeken uit de serie Het Lied van IJs en Vuur van de Amerikaanse schrijver George R.R. Martin. Haar personage – een ongewoon grote en gespierde vrouw – is een van de favorieten van de lezers van de boekenserie. Christie werd zelfs door de lezers aangeduid om het personage te vertolken voor er sprake was van audities. Christie zei dat ze haar ervaringen omtrent haar androgyne uiterlijk, zoals pestgedrag, kon aanwenden om het personage te spelen. Om zich voor te bereiden op de audities begon ze unisekskledij te dragen, en ze volgde een intens trainingsschema. Volgens George R. R. Martin verkreeg ze de rol vrijwel zonder discussie na haar auditie waarbij ze zich al gedroeg en kleedde zoals Brienne.
In april 2014 werd ze gecast als Commandant Lyme voor de laatste film van de The Hunger Games-serie.
In juni 2014 voegde Christie zich bij de cast van Star Wars: Episode VII: The Force Awakens in de rol van Captain Phasma.

## Filmografie
- Biblioteca Nacional de España: XX5655311
- Bibliothèque nationale de France: cb177058760 (data)
- Gemeinsame Normdatei: 1151841552
- International Standard Name Identifier: 0000 0004 6429 0123
- Library of Congress Control Number: no2014024506
- MusicBrainz: e10783a1-3ca5-49db-9100-d56029e767be
- Nationale Bibliotheek van Tsjechië: xx0250274
- Nationale Bibliotheek van Polen: a0000003697356
- Nederlandse Thesaurus van Auteursnamen: 413251284
- Système universitaire de documentation: 223745642
- Virtual International Authority File: 306391718
- WorldCat: E39PBJbM3dVp4DVpjVbFdRMkjC